# Sebastián Leto
Sebastián Eduardo Leto (Buenos Aires, 30 augustus 1986) is een Argentijns voetballer die bij voorkeur als linksbuiten speelt. Hij verruilde in 2013 Panathinaikos voor Catania.

## Clubcarrière
Leto debuteerde als jeugdproduct van CA Lanús in 2005 als prof. Op 10 augustus 2007 werd hij voor een bedrag van ongeveer 3 miljoen euro verkocht aan Liverpool. Op 28 augustus 2007 maakte hij zijn debuut voor Liverpool in de CL-voorronde tegen Toulouse. Omdat Leto niet over een werkvergunning beschikte kwam hij niet in actie in de Premier League. In juni 2008 werd hij voor één seizoen uitgeleend aan het Griekse Olympiakos. Hij scoorde drie doelpunten uit 22 wedstrijden voor Olympiakos. Op 23 juni 2009 accepteerde Liverpool een bod op Leto van Olympiakos' aartsrivaal Panathinaikos. Op 1 juli 2009 tekende hij een vijfjarig contract bij Panathinaikos. Hij debuteerde in de CL-voorronde tegen het Tsjechische Sparta Praag. In 64 wedstrijden scoorde hij 23 doelpunten voor Panathinaikos. Op 16 april 2013 maakte Catania de komst van de Argentijnse linksbuiten bekend.